# Ines Diers
Ines Diers (Karl-Marx-Stadt, 2 novembre 1963) è un'ex nuotatrice tedesca.

## Palmarès
- Giochi olimpici

Mosca 1980: oro nei 400 m sl e nella staffetta 4x100 m sl, argento nei 200 m sl e negli 800 m sl, bronzo nei 100 m sl.
- Europei

1981 - Spalato: oro nei 400 m sl e nella staffetta 4x100 m sl, argento negli 800 m sl.